# Вишера
Вишера (рус. Вишера) река је на северозападу европског дела Руске Федерације. Протиче преко преко територија Маловишерског и Новгородског рејона на северу Новгородске области. Десна је притока реке Волхов, те део басена реке Неве и Балтичког мора.
Река Вишера настаје спајањем река Велика и Мала Вишера у западном делу Маловишерског рејона. Након 64 km тока улива се у рукавац Волхова Мали Волховец код села Сперанскаја Миза. Сливно подручје Вишере чини територија површине 1.100 km². Вишера је специфична по црвенкастој боји воде која долази од бројних тресава кроз које протиче.
Преко Вишерског канала директно је повезана са реком Мстом (притоком језера Иљмењ) и самим тим је део Вишњеволочког хидросистема којим су повезани сливови река Волге (Каспијско језеро) и Неве (Балтичко море).
Најважнија притока је река Сосница, дужине 21 километар.